# Marc Vlijm
Marc Vlijm (Hoorn, 22 september 1977) is een Nederlands voormalig wielrenner die één seizoen uitkwam voor Rabobank.

## Overwinningen
2002
- Omloop der Kempen
- 1e etappe Ronde van Peking
- 5e etappe Ronde van Peking
- 7e etappe Ronde van Peking
- 1e etappe Olympia's Tour

2003
- Ster van Zwolle
- Beverbeek Classic